# هليلج ثنائي التفرع

هليلج ثنائي التفرع (الاسم العلمي:Terminalia dichotoma) هو نوع نباتي يتبع جنس الهليلج من الفصيلة القمبريطية.